# Conchoderma
Conchoderma és un gènere de crustacis cirrípedes que conté les següents espècies:
- Conchoderma auritum (Linnaeus, 1767)[Note 1]
- Conchoderma hunteri (Owen, 1830)
- Conchoderma virgatum Spengler, 1789